# Helina abiens
Helina abiens är en tvåvingeart som först beskrevs av Stein 1898.  Helina abiens ingår i släktet Helina och familjen husflugor. Inga underarter finns listade i Catalogue of Life.